# چم کبود ۱
چم کبود ۱ یک اندیس مصالح ساختمانی است که در حوالی شهر دال پری استان ایلام قرار دارد و مادهٔ معدنی موجود در آن، خاک رس است.  